# Infobox
Pour l'aide sur l'utilisation des infobox dans Wikipédia, voir Aide:Infobox.

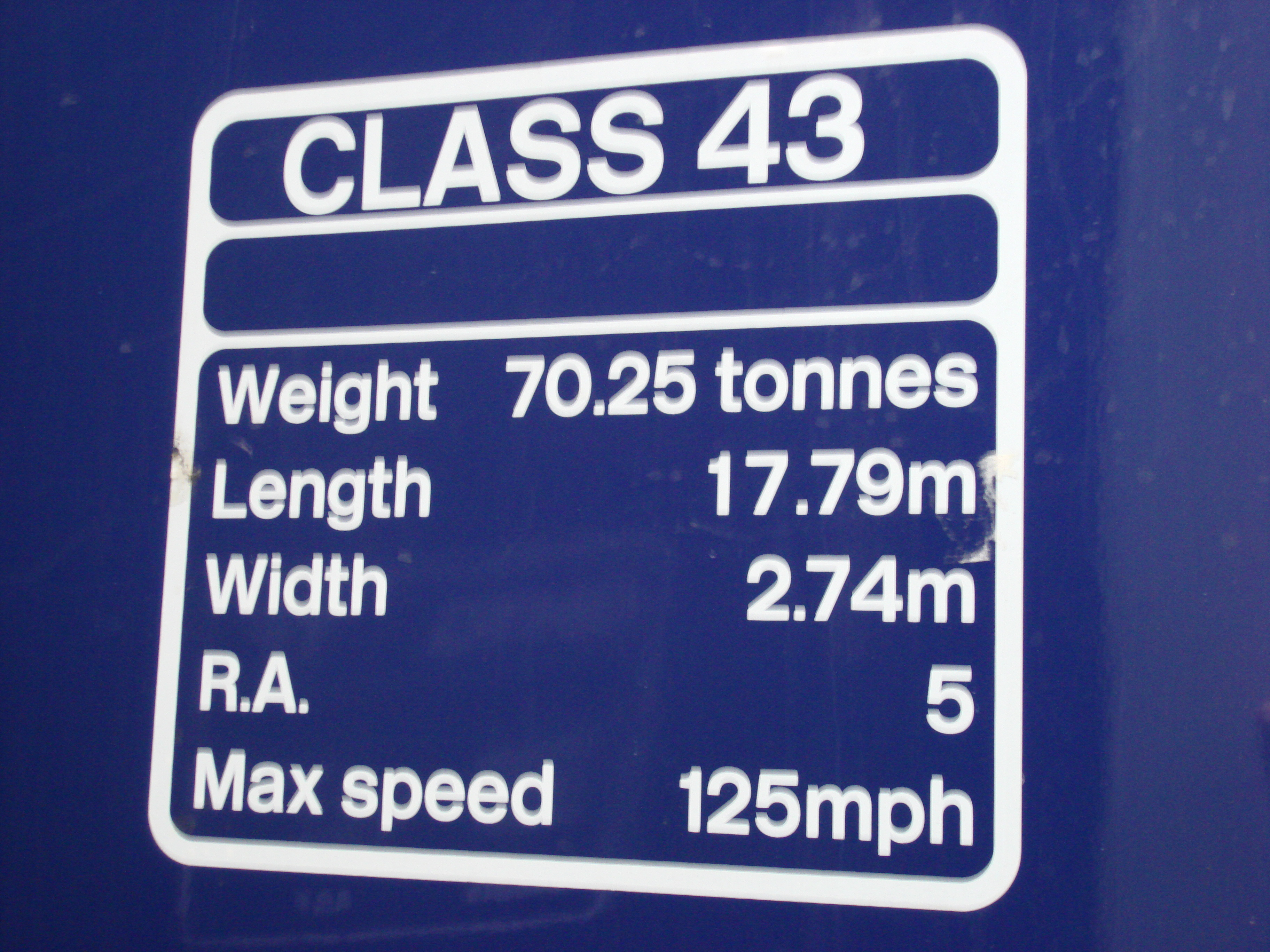
Une infobox dans la vraie vie : elle apparaît sur la voiture numéro 43815 (de la série British Rail Class 43) exploité par Great Western Railway.

Dans les wikis, une infobox est un tableau utilisé pour recueillir et présenter des informations sur un sujet, pouvant être documenté plus extensivement dans un autre document. 
Une infobox est un document structuré qui contient des paires « attribut-valeur ». 
Dans Wikipédia, elle sert surtout à synthétiser des informations sur le sujet d'un article. Lorsqu'elle apparaît comme partie d'un document qu'elle résume, une infobox est régulièrement présenté dans un format appelé « sidebar » (littéralement, « barre latérale »).
Une infobox peut être construite à partir d'une autre page par transclusion et peut comprendre, ou pas, toutes les paires attributs-valeurs contenues dans l'autre page.

## Wikipédia

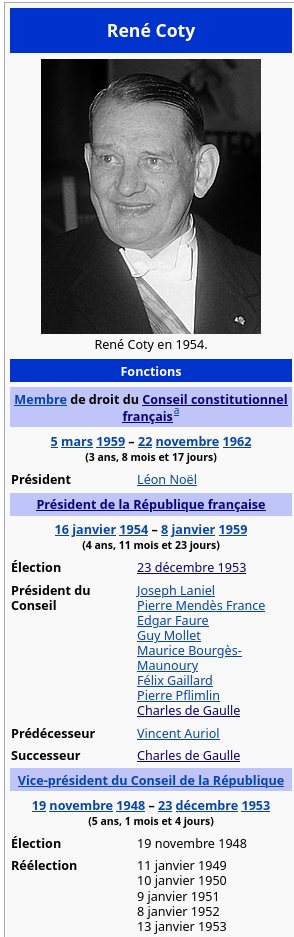
Capture d'écran de l'Infobox de l'article sur René Coty sur Wikipédia en français limité aux premières rubriques.

Une infobox peut être utilisée pour résumer les informations d'un article sur Wikipédia. Elles sont utilisées sur des articles similaires afin d'en assurer la cohérence de la présentation en utilisant un format commun. Elle est généralement située en haut à droite de l'article. Par exemple sur l'article René Coty le 16 février 2025, l'infobox ci-contre s'affichait.